# Belle Mitchell
 (juillet 2023).
Si vous disposez d'ouvrages ou d'articles de référence ou si vous connaissez des sites web de qualité traitant du thème abordé ici, merci de compléter l'article en donnant les références utiles à sa vérifiabilité et en les liant à la section « Notes et références ».
Pour les articles homonymes, voir Mitchell.
Belle Mitchell est une actrice américaine, née le 24 septembre 1889 à Croswell (Michigan), morte le 12 février 1979 à Los Angeles (quartier de Woodland Hills, Californie).

## Biographie

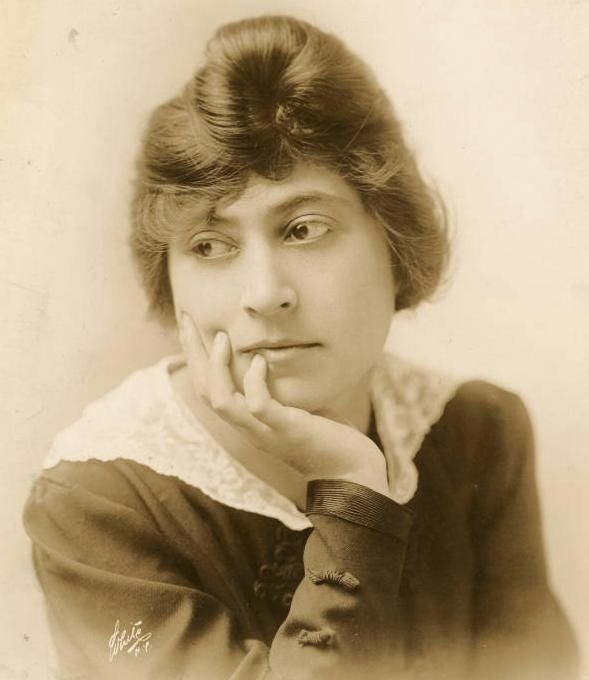
Photographiée en 1915

Au cinéma, durant la période du muet, Belle Mitchell apparaît dans près de cinquante courts métrages, les douze premiers sortis en 1915 (dont His Regeneration de Gilbert M. Anderson, avec le réalisateur et Marguerite Clayton) ; son dernier court métrage muet est Pour le cœur de Jenny d'Hal Roach (avec Harold Lloyd et Mildred Davis), sorti en 1920. Suit un ultime film muet en 1928, le long métrage Flying Romeos de Mervyn LeRoy (avec Charles Murray).
Après le passage au parlant, comme second rôle de caractère ou dans des petits rôles non crédités, elle contribue à près de quatre-vingts autres films américains sortis entre 1932 et 1978 (l'année précédant sa mort, à 89 ans).
Mentionnons Le Signe de Zorro de Rouben Mamoulian (1940, avec Tyrone Power et Linda Darnell), La Bête aux cinq doigts de Robert Florey (1946, avec Peter Lorre et Andrea King), La Vie passionnée de Vincent van Gogh de John Brahm (1956, avec Kirk Douglas et Anthony Quinn), ainsi que le western L'Homme des Hautes Plaines de Clint Eastwood (son antépénultième film, 1973, avec le réalisateur et Mitch Ryan).
Pour la télévision américaine, Belle Mitchell se produit dans vingt-sept séries de 1951 à 1965, dont Maverick (un épisode, 1960), Monsieur Ed, le cheval qui parle (un épisode, 1964) et Perry Mason (un épisode, 1965).

## Filmographie

### Cinéma
- 1917 : L'Enlèvement (Bliss) d'Alfred J. Goulding
- 1917 : Bashful d'Alfred J. Goulding
- 1918 : Au jour le jour (Just Rambling Along)
- 1919 : Une excursion mouvementée (Going! Going! Gone!) de Gilbert Pratt
- 1928 : Flying Romeos de Mervyn LeRoy : Mme Goldberg
- 1934 : L'Espionne Fräulein Doktor (Stamboul Quest) de Sam Wood : une employée d'hôtel
- 1935 : Code secret (Rendezvous) de William K. Howard
- 1936 : San Francisco de W. S. Van Dyke : Louise, la servante de Mary
- 1937 : L'Espionne de Castille (The Firefly) de Robert Z. Leonard : Lola
- 1937 : Le Chant du printemps (Maytime) de Robert Z. Leonard : Mary
- 1938 : Les Anges aux figures sales (Angels with Dirty Faces) de Michael Curtiz : Mme Maggione
- 1940 : Le Signe de Zorro (The Mark of Zorro) de Rouben Mamoulian : Maria
- 1943 : Cinquième Colonne (Saboteur) d'Alfred Hitchcock : Adèle, la servante de Tobin
- 1943 : L'Homme-léopard (The Leopard Man) de Jacques Tourneur : Señora Calderon
- 1943 : Le Fantôme de l'Opéra (Phantom of the Opera) d'Arthur Lubin : la servante de Feretti
- 1944 : Le Chant du Missouri (Meet Me in St. Louis) de Vincente Minnelli : Mme Braukoff
- 1944 : La Maison de Frankenstein (House of Frankenstein) d'Erle C. Kenton : Urla, une bohémienne
- 1945 : Pris au piège (Cornered) d'Edward Dmytryk : une servante d'hôtel
- 1945 : Penny cherche un père (That Night with You) de William A. Seiter
- 1946 : La Bête aux cinq doigts (The Beast with Five Fingers) de Robert Florey : Giovanna
- 1947 : La Femme de l'autre (Desire Me) de George Cukor et Mervyn LeRoy : la femme du boulanger
- 1948 : La Fosse aux serpents (The Snake Pit) d'Anatole Litvak : une malade
- 1948 : The Vicious Circle (ou The Woman in Brown) de W. Lee Wilder : Mme Juliana Horney
- 1952 : Le Miracle de Fatima (The Miracle of Our Lady of Fatima) de John Brahm : Señora Carreira
- 1952 : La Revanche d'Ali Baba (Thief of Damascus) de Will Jason (en) : la femme âgée en cuisine
- 1954 : Le Fantôme de la rue Morgue (Phantom of the Rue Morgue) de Roy Del Ruth : une concierge
- 1954 : Tornade (Passion) d'Allan Dwan : Señora Carrisa
- 1955 : Une étrangère dans la ville (Strange Lady in Town) de Mervyn LeRoy : Catalina
- 1955 : Colère noire (Hell on Frisco Bay) de Frank Tuttle : Sanchina Fiaschetti
- 1956 : La VRP de choc (The First Traveling Saleslady) d'Arthur Lubin : Emily
- 1956 : La Vie passionnée de Vincent van Gogh (Lust for Life) de Vincente Minnelli : Mme Tanguy
- 1958 : Le Justicier masqué (The Lone Ranger and the Lost City of Gold) de Lesley Selander : Caulama
- 1959 : Quand la terre brûle (The Miracle) d'irving Rapper et Gordon Douglas
- 1965 : Le Seigneur de la guerre (The War Lord) de Franklin J. Schaffner : une vieille femme
- 1970 : Airport de George Seaton : Bertha Kaplan, une passagère
- 1973 : L'Homme des Hautes Plaines (High Plains Drifter) de Clint Eastwood : Mme Lake
- 1973 : Soleil vert (Soylent Green) de Richard Fleischer : la troisième lectrice

### Court-métrage
- 1915 : It Happened in Snakeville de Roy Clements
- 1915 : His Regeneration de Gilbert M. Anderson : une fille du bar
- 1916 : A Safe Proposition de Roy Clements
- 1917 : Harold à la rescousse (By the Sad Sea Waves) d'Alfred J. Goulding
- 1917 : Le Flirt (The Flirt) de Billy Gilbert
- 1918 : Au jour le jour (Just Rambling Along) d'Hal Roach
- 1918 : A Gasoline Wedding d'Alfred J. Goulding
- 1918 : Lui et la voyante (The Tip) de Billy Gilbert
- 1918 : L'Hôtel du chahut-bahut (On the Jump) d'Alfred J. Goulding
- 1918 : Oui... mais Lui corsette mieux (Here Come the Girls) de Fred Hibbard
- 1918 : Pipe the Whiskers d'Alfred J. Goulding
- 1918 : It's a Wild Life de Gilbert Pratt
- 1919 : Tombés du ciel (Just Dropped It) d'Hal Roach
- 1920 : Pour le cœur de Jenny (An Eastern Westerner) d'Hal Roach : une fille du saloon

### Séries télévisées
- 1960 : Maverick, saison 3, épisode 16 The Marquesa d'Arthur Lubin : Eufemia Machado
- 1962 : 77 Sunset Strip, saison 4, épisode 33 The Lovely American de Michael O'Herlihy : la première harpie
- 1964 : Monsieur Ed, le cheval qui parle (Mister Ed), saison 4, épisode 19 Ed Visits a Gypsy d'Arthur Lubin : Mme Zenda
- 1964 : Daniel Boone, saison 1, épisode 3 My Brother's Keeper de John English : une vieille indienne
- 1965 : Perry Mason (première série), saison 9, épisode 2 The Case of the Fatal Fortune d'Arthur Marks : une bohémienne[réf. nécessaire]